# Prostatitis
Prostatitis is een ontsteking aan de prostaat. Prostatitis is een bekende klacht voor jonge en middelbare mannen, wanneer zij problemen met hun urinewegen hebben. Er worden verschillende soorten prostatitis onderscheiden, zoals chronische en acute prostatitis. Prostatitis kan gepaard gaan met koorts, koude rillingen en pijn in de genitaalstreek maar het kan ook asymptomatisch verlopen. Prostatitis wordt gediagnosticeerd door middel van urineonderzoek in het laboratorium. Bij prostatitis is ook het PSA verhoogd. De behandeling hangt af van de soort prostatitis en varieert van helemaal niets doen tot gebruik van antibiotica.